# Шнипишкское еврейское кладбище
Шнипишкское еврейское кладбище — первое еврейское кладбище в Вильнюсе, которое было создано в 1487 году и закрыто в 1831 году. Ныне недействующее. Расположено в местности известной как Литовский Иерусалим. Площадь охватывает всю территорию, находящуюся у нынешнего Дворца спорта, который был построен прямо на территории кладбища. Земля кладбища была изначально законно куплена еврейской общиной и принадлежит ей. (После восстановления независимости Литвы, несмотря на новые законы, акта о продаже-покупке земельного участка на котором расположено кладбище никто не отменял.) Находится под защитой государства (с 2014 года).

## История
Первое еврейское кладбище в Вильнюсе было создано в 1487 году, а упоминание о нём сохранилось в документе, датированном 1592 годом. В 1831 году кладбище было закрыто для захоронений. Впоследствии в 1930 году оно было полностью закрыто. Кладбище было местом захоронения очень многих выдающихся деятелей еврейской культуры, среди которых Виленский Гаон, после погрома в 1919 года его могилу перенесли на новое еврейское кладбище Судярвес.

### Попытки ликвидации кладбища

#### Советский период
В 1949—1950 годах были ликвидированы могилы. Когда началось его уничтожение, останки Элияху бен Шломо Залмана с останками учеников и родственников, а также В. Потоцкого (Гер-Цедека) были перенесены с него на кладбище Судярвес. Среди похороненных на кладбище — раввин Авраам Данциг (1748—1820), чья самая известная работа продолжает изучаться в еврейских религиозных школах и академиях по всему миру ежедневно.
В 1955 году большую часть некрополя снесли. В 1980-е годы при возведении Дворца спорта, уничтожили дополнительную большую часть могил, а также убрали все внешние границы кладбища. История кладбища замалчивалось до 1996 года, когда на месте провели археологические раскопки и рядом с Дворцом спорта нашли могилы еврейских детей.

#### Независимая Литва
В 2006 году застроили часть кладбища апартаментами «Миндаугас», что вызвало международный скандал. Многие видные раввины по всему миру выступили против планов постройки конгресс-центра, среди них Шломо Залман Ойербах, Рабби Меир Соловейчик, Цви Ротберг, деканы американских иешив, члены раввинских династий Котлера и Файнштейн и многие другие также выразил протест и попросив использовать территорию кладбища «исключительно для молитвы и священного осмысления». Выступил и Министр по делам религии Израиля Ицхак Коэн. Выступление многих высокопоставленных израильских лидеров вызвали большой международный резонанс и литовские власти отложили продолжение уничтожения кладбища. За позицию против строительства конгресс-центра на территории кладбища глава местной еврейской общины Фаина Куклянски уволила главного раввина Хаима Бурштейна. После увольнения в ответ на свои преследование Хаим Бурштейн показал ссылку на секретную американскую дипломатическую депешу с информацией о договоренности 2009 года между Комитетом по сохранению еврейских кладбищ в Европе и литовским правительством по условиям реализации девелоперского проекта. В переписке была упомянута сама Фаина Куклянски, которая встречалась с послом Англии и сотрудниками посольства США и поддержала планы Комитета и попросили 100 тысяч долларов США. Комитет также потребовал как можно меньше публичности ради гибкости. 26 августа 2009 года директор Департамента культурного наследия совместно с комитетом CPJCE и с Общиной евреев Литвы подписали непубличное соглашение о границах кладбища, но в 2015-м данное соглашение попало в СМИ.
19 октября 2011 года на монументе на месте кладбища была нарисована свастика.
В 2014 году министр культуры Шарунас Бирутис объявил, что кладбище теперь под защитой государства, но уже 12 февраля 2015 года премьер-министр Альгирдас Буткявичюс решил переоборудовать заброшенный Дворец концертов и спорта в Конгресс-центр с участком для Музея истории литваков (литовских евреев). Это вызвало сильную критику еврейских религиозных организаций из-за нарушения еврейской традиции, которая запрещает тревожить покоящиеся в земле останки людей. В 2015 году правительство Литвы начало проект уничтожения кладбища и постройки на нём девелоперского проекта за 25 миллионов евро. В августе 2017 года конгрессмены США написали литовскому президенту Дале Грибаускайте и призвали официальный Вильнюс отказаться от строительства конгресс-центра на месте кладбища, но власти Литвы не отказались от своей идеи. Конгрессмены США, в частности отметили: 

Кладбище является как для местной, так и для международной еврейской общины исторической достопримечательностью огромного культурного значения, поэтому должно быть сохранено
Уроженцем и жителем Вильнюса Рутой Блоштейн была написана петиция протеста против проекта, которая собрала около 50 000 подписей. Еврейские активисты попросили вмешаться администрацию Президента Америки Трампа. Лондонский Комитет по сохранению еврейских кладбищ в Европе тоже выступил против надругательства над кладбищем. 30 декабря 2018 года министр внутренних дел Израиля Арье Дери обратился к директору Министерства иностранных дел Литвы с призывом принять серьезные меры в связи с угрозой осквернения старого еврейского кладбища в Вильно в Пирамонте (в сегодняшнем Шнипишкесе) Кроме него ещё десять членов израильского кнессета обратилась с той же просьбой.